# Guareña
Guareña település Spanyolországban, Badajoz tartományban. Guareña Oliva de Mérida, Cristina, Villagonzalo, Valverde de Mérida, San Pedro de Mérida, Mérida, Santa Amalia, Medellín, Valdetorres, Mengabril, Don Benito és Manchita községekkel határos. Lakosainak száma 6649 fő (2024).

## Népesség
A település népessége az utóbbi években az alábbiak szerint változott:
| Lakosok száma | 7438 | 7330 | 7350 | 7312 | 7316 | 7227 | 7097 | 6964 | 6812 | 6649 |
|               | 2001 | 2004 | 2006 | 2009 | 2011 | 2014 | 2016 | 2019 | 2021 | 2024 |